# Hardingfela

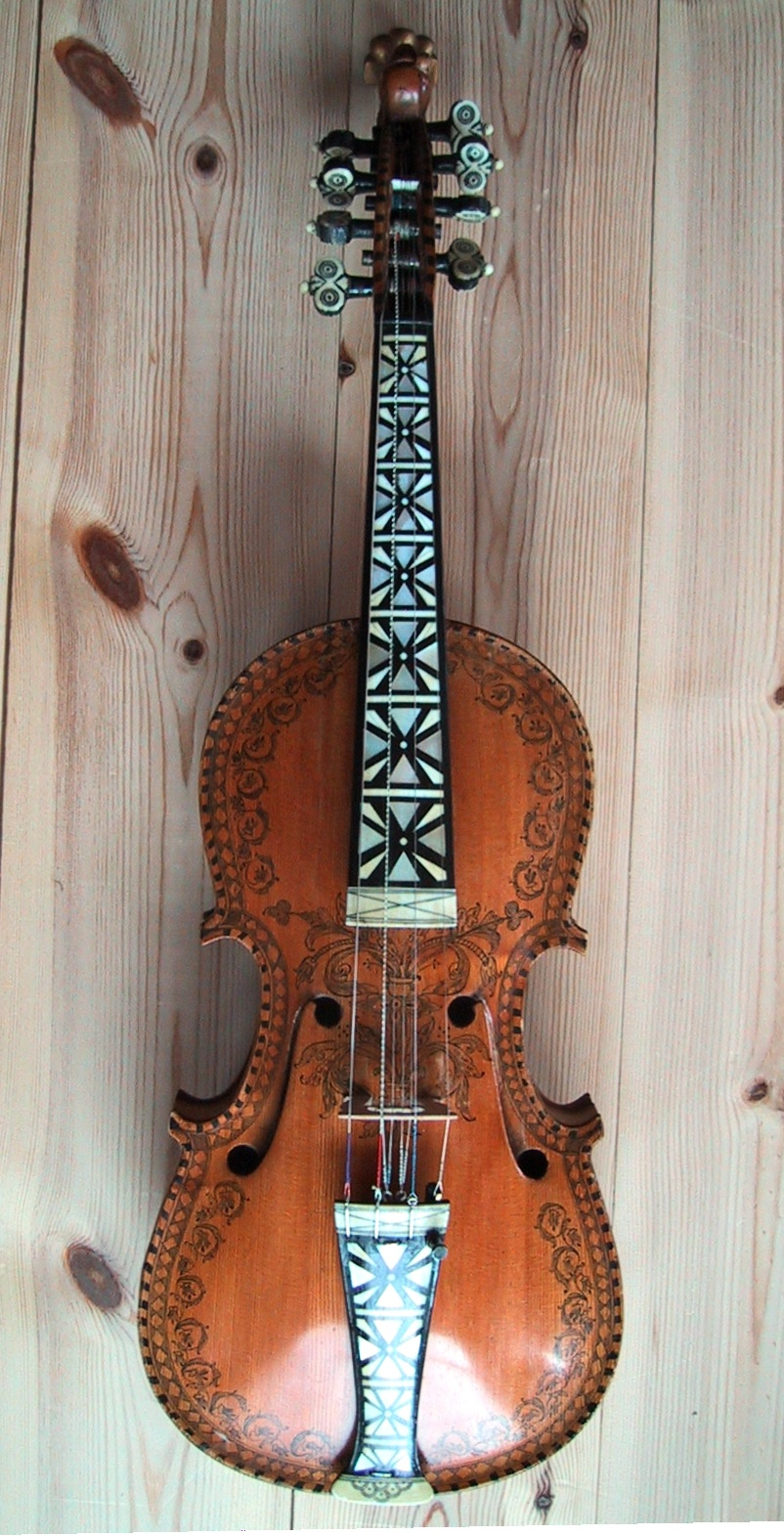
En Hardingfela

Hardingfelan (av den numera formella namnformen Hardangerfela, efter det norska landskapet Hardanger; i dagligt tal vanligen endast Harding) är en rikligt dekorerad och utsmyckad norsk variant av violinen med ett antal resonanssträngar. Hardingfelan har sedan nationalromantiken en inofficiell status som Norges nationalinstrument.

## Historia
Instrumentet härstammar förmodligen från området kring Hardangerfjorden vilket gett upphov till dess namn. Den äldsta kända hardingfelan tillverkades 1651 av Ole Jonsen Jaastad (1621-1694) i Ullensvang, Hordaland.

## Konstruktion
Då en lekman betraktar en hardingfela slås han nog mest av de rikliga dekorationerna. Resonanskroppen har en så kallad rosning, målade mönster, snäckan är formad som ett lejonhuvud och greppbräda, stämskruvar och stränghållare har inläggningar av pärlemor. Den vana betraktaren av fioler ser dock ett antal andra skillnader som är viktigare för de speltekniska egenskaperna. Hardingfelan har en kortare hals och därmed en kortare stränglängd (mensur) än en vanlig fiol (norska flatfela), vilket gör grepp och intonation annorlunda. Vidare har hardingfelan 4-5 resonanssträngar som ligger under greppbrädan och sålunda inte är möjliga att spela på. Dessa klingar dock med då spelmannen spelar den ton som resonanssträngen är stämd i. Slutligen är spelsträngarna tillverkade av senor och spunna med silvertråd över alternativt halvspunna (lindningen kring senan är inte tät utan gjord med glipor på någon millimeter mellan varven). Hardingfelan har dessutom ett flackt stall, vilket underlättar spel på flera strängar samtidigt. Resonanssträngarna, sensträngarnas egenskaper samt det faktum att de oftast stäms ett tonsteg högre än på en vanlig fiol, ger hardingfelan en mycket karakteristisk spröd klang. Slutligen har locket vanligtvis en annan välvning (plattare) än fiolen och f-hålen är inte skurna i välvningen som på fiolen utan med en skarp kant vilket gör att man kan se igenom hardingfelan om man tittar genom något av f-hålen från sidan.

## Stämning

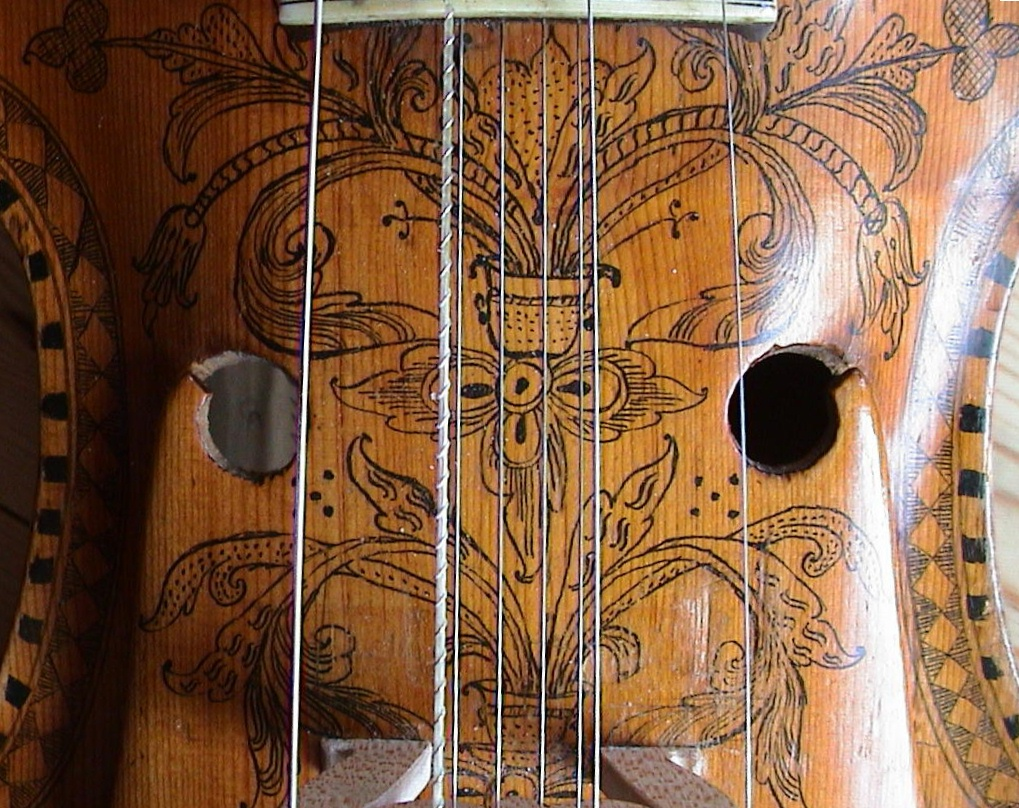

Det finns mer än 20 olika stämningar av hardingfelan och instrumentet stäms om för att passa de låtar som spelas. De olika stämningarna, de många strängarna samt sensträngarnas instabila egenskaper gör att hardingspelmännen är kända för att stämma mer än de spelar. Obekräftade rykten säger att landskappleiken, norska mästerskapen i folkmusik, har regler som säger att ingen får stämma sitt instrument mer än 30 minuter. 
Till skillnad från fiolen är hardingfelan ett d-transponerande instrument, d.v.s. alla toner klingar en helton högre än vad de noteras. Spelar man t.ex. lös a-sträng är det alltså i själva verket tonen b man hör. 
Några sätt att stämma spelsträngarna är:
- a-d'-a'-e" som borde vara normalstämningen
- g-d'-a'-e" brukar kallas nedstämt
- a-e'-a'-e"
- a-e'-a'-ciss" kallas trollstämning
- b-e'-a'-e"
- f-c'-a'-e kallas gorrlaus

## Kända hardingfelespelmän
- Torgeir Augundsson (1801–1872), känd under namnet Myllarguten
- Gunnar Stubseid (1948-2024), från Setesdal
- Hallvard T. Bjørgum (Setesdal)
- Daniel Sandén-Warg (Svensk)
- Bjarne Herrefoss (Telemark) - vinnare av landskappleiken 1967, 1975, 1979 och 1991
- Gjermund Haugen (Telemark) - vinnare av landskappleiken 1936, 1937, 1946-47, 1949-50, samt 1952-53
- Jan Beitohaugen Granli (Valdres) - vinnare av landskappleiken 2002, 2004, 2006 & 2007
- Leif Rygg (Voss) - vinnare av landskappleiken 1999
- Per Anders Buen Garnås (Telemark) - vinnare av landskappleiken 2003
- Torleiv Bolstad - legendarisk valdresspelman
- Egil Syversbråten (Hallingdal)
- Hauk Buen (Telemark) - vinnare av landskappleiken 1962 och 1963
- Knut Hamre (Hardanger) - vinnare av landskappleiken 1974, 1978, 1981, 1984, 1985, 1987, 2000
- Annbjørg Lien -
- Olav Luksengård Mjelva - (Røros)
- Ola Okshovd - (Valdres)
- Benedicte Maurseth (Eidfjord i Hardanger)

## Film
Hardingfela användes i soundtracken till Sagan om de två tornen  och Sagan om konungens återkomst komponerade av Howard Shore, för att ge den huvudsakliga stämningen till Rohantemat. Användandet av hardingfelan i filmerna är dock inte traditionellt då temat inte använder sig av den spelmansmässiga stråkföringen över två strängar samtidigt för att åstadkomma harmonier.
Hardingfelan används också i soundtracket till Fargo, komponerat av Carter Burwell. Här är användningen mer traditionell, huvudtemat är ett arrangemang av en norsk folksång, Det förlorade fåret. I den finska filmen Umur från år 2002 kan man även höra hardingfelan spelas i filmmusiken komponerad av Carl-Johan Häggman.
I den japanska animerade filmen Tales from Earthsea spelas hardingfelan av Rio Yamase.